# Maria Malibranová
María Malibranová, nepřechýleně María Malibran, rozená María Felicitas García Sitches (24. března 1808 Paříž – 23. září 1836 Manchester), byla španělská pěvkyně mezzosopránového oboru, která však díky velkému hlasovému rozsahu zpívala i sopránové a altové role. Byla jednou z nejslavnějších pěvkyň 19. století, a to díky své osobnosti a dramatičnosti pěveckého výrazu. Legendou se stala po své smrti, když zemřela ve věku 28 let. Tehdejší zdroje vyzdvihují její hlas pro jeho rozsah, sílu a pohyblivost.

## Život
María Felicitas García Sitches se narodila v Paříži do známé španělské hudební rodiny. Její otec Manuel del Pópulo Vicente García (1775–1832) byl jako tenor velmi uznáván skladatelem Gioacchinem Rossinim, když vytvořil roli hraběte Almavivy v jeho opeře Lazebník sevillský. García byl aktivní též jako skladatel, učitel zpěvu a operní impresário. Jako učitel však byl proslulý svým tyranským způsobem vedení žáků, mezi které patřily i jeho dcery María a Pauline.

### Počátky kariéry
Poprvé vystoupila spolu se svým otcem v opeře Fernanda Paëra Agnese v Neapoli, když jí bylo osm let. V sedmnácti letech zpívala ve sboru King's Theatre v Londýně. Jednoho večera byla primadonna Giuditta Pasta indisponovaná, a María musela za ni jako Rosina v Lazebníku sevillském zaskočit. Publikum si její mladistvý mezzosoprán rázem oblíbilo, a díky tomu zpívala v roli Rosiny až do konce sezóny.

### Další kariéra
Po skončení sezóny v Londýně vyrazil Manuel García se svou divadelní společností do New Yorku. Skupinu tvořili zejména členové Garcíovy rodiny: María, její starší bratr Manuel García (1805-1906) a jejich matka María-Joaquina Sitchez Briones (1780-1864), známá jako la Briones. Mladší dcera Garcíových, Pauline (1828-1910), která se později proslavila jako mezzosopranistka pod jménem Pauline Viardot-García, byla tehdy jen čtyři roky stará.

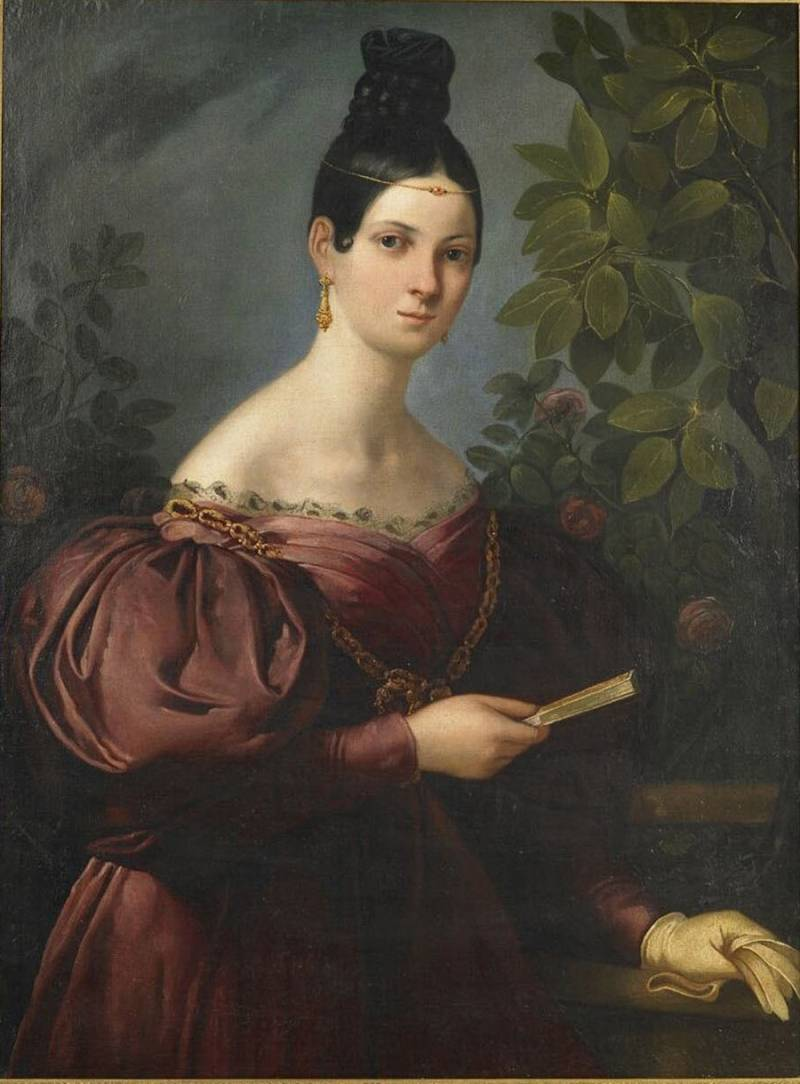
Maria Malibranová

Díky Garcíovým byla italská opera uvedena v New Yorku vůbec poprvé. Za devět měsíců v tomto městě vystoupila v hlavních rolích osmi oper, z nichž dvě složil její otec. V New Yorku se provdala za bankéře Françoise Eugèna Malibrana, který byl o 28 let starší než ona. Díky sňatku, po kterém převzala manželovo příjmení Malibran, se María vymanila z područí svého tyranského otce. Jen o několik měsíců později ale její muž zbankrotoval a ona jej musela podporovat výdělky ze svých koncertů. Po roce pak manžela opustila a vrátila se do Evropy.
V lednu 1828 s úspěchem  vystoupila na benefičním koncertu ve Velké opeře v Paříži. Získala angažmá v Théâtre Italian, zpívala v Londýně a od roku 1832 také ve slavných italských operních domech v Římě, Benátkách, Neapoli.  V roce 1835 zpívala titulní roli při premiéře opery Gaetana Donizettiho Maria Stuarda v milánské La Scale. Zamilovala se do belgického houslisty Charlese Augusta de Bériot, s nímž vystupovala společně v roce 1829 na koncertě v Bruselu. Pár spolu žil šest let bez sňatku. V roce 1833 se jim narodil syn, pozdější klavírní pedagog Charles-Wilfrid de Bériot. Druhý syn František, který byl nadaným houslistou, zemřel velmi mlád.  Poté dosáhla pěvkyně rozvodu. Přímo pro ni a Bériota napsal Felix Mendelssohn-Bartholdy árii pro ženský hlas s doprovodem sólových houslí.

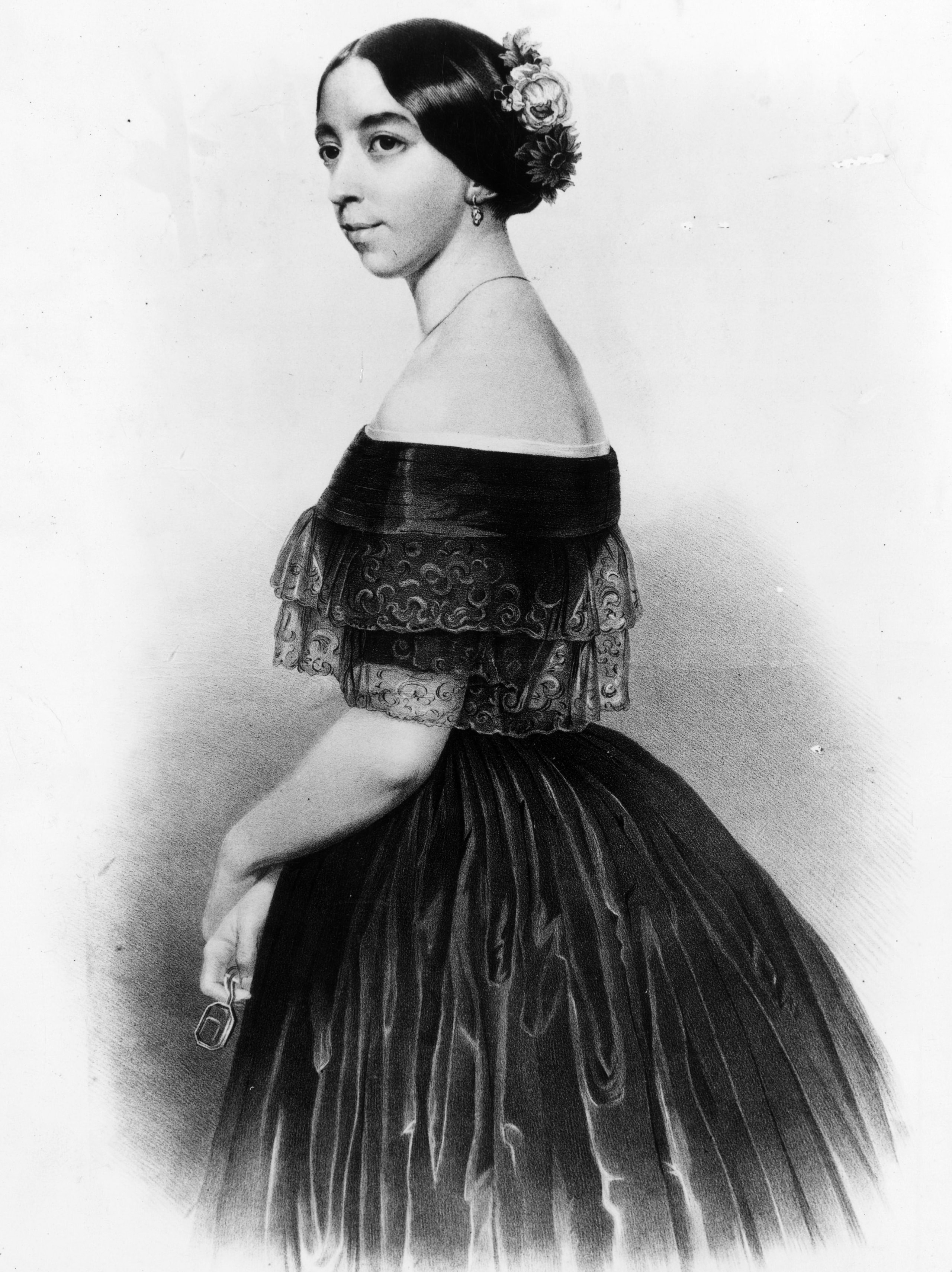
Mladší sestra Marie Malibranové, mezzosopranistka Pauline Viardot-García

### Poslední roky života a smrt
V roce 1834 se přestěhovala do Anglie a vystupovala v Londýně. Na konci května 1836 zazářila v opeře The Maid of Artois, kterou pro ni napsal skladatel Michael Balfe, kterého poznala za svého předchozího působení v Opéra national de Paris. V Miláně ve stejném roce vystoupila v titulní roli v opeře Nicoly Vaccaie Giovanna Gray. 
V červenci 1836 spadla ze svého koně a utrpěla vážná zranění. Přesto odmítla léčbu a pokračovala ve své jevištní činnosti. V září 1836 vystupovala na festivalu v Manchesteru. Při zpěvu přídavků na scéně zkolabovala, ale trvala na vystoupení o den později. Ráno ale zemřela v budově kostela, kde měla vystoupit. Po veřejném pohřbu byly její ostatky uloženy v mauzoleu na hřbitově Laeken poblíž Bruselu.

## Role a pěvecký styl
Maria Malibranová je nejtěsněji spojená s operami Gioacchina Rossiniho. Skladatel ji označil za stvoření, které překonává všechny, kdo se ji snaží napodobit. Svým temperamentem podle něj zastínila všechny ženy, které Rossini kdy poznal.
Zpívala v Rossiniho opeře Tancredi, v jeho opeře Otello nejspíše ztvárnila jak role Desdemony, tak Otella. Nastudovala také hlavní role v dalších Rossiniho operách, jako byly Turek v Itálii, Popelka nebo Semiramis.
Vystoupila také v opeře Giacoma Meyerbeera Křižák v Egyptě; v září 1825 v Paříži právě tato opera založila Meyerbeerovu francouzskou slávu. Úspěch měla i v operách Vincenza Belliniho Norma, Náměsíčná a Kapuleti a Montekové (zde v roli Romea, kterého ztvárnila také v operách Zingarelliho a Nicoly Vaccaie). Bellini upravil svou operu Puritáni, aby vyhovovala jejímu mezzosopránovému hlasovému rozsahu. Další zcela novou operu, kterou Bellini slíbil Malibranové věnovat, ale už před svou předčasnou smrtí složit nestihl.
Běžný hlasový rozsah Malibranové sahal od g až do e3, extrémní hlasový rozsah od d do f3, díky čemuž zpívala i sopránové a altové role. Její emocionální projevy na scéně obdivovali mnozí její příznivci, mezi které patřili Rossini, Donizetti, Chopin, Mendelssohn nebo Liszt. Malíř Eugène Delacroix ji ale obvinil, že se bez uměleckého vkusu podbízí masám.

## Odkaz

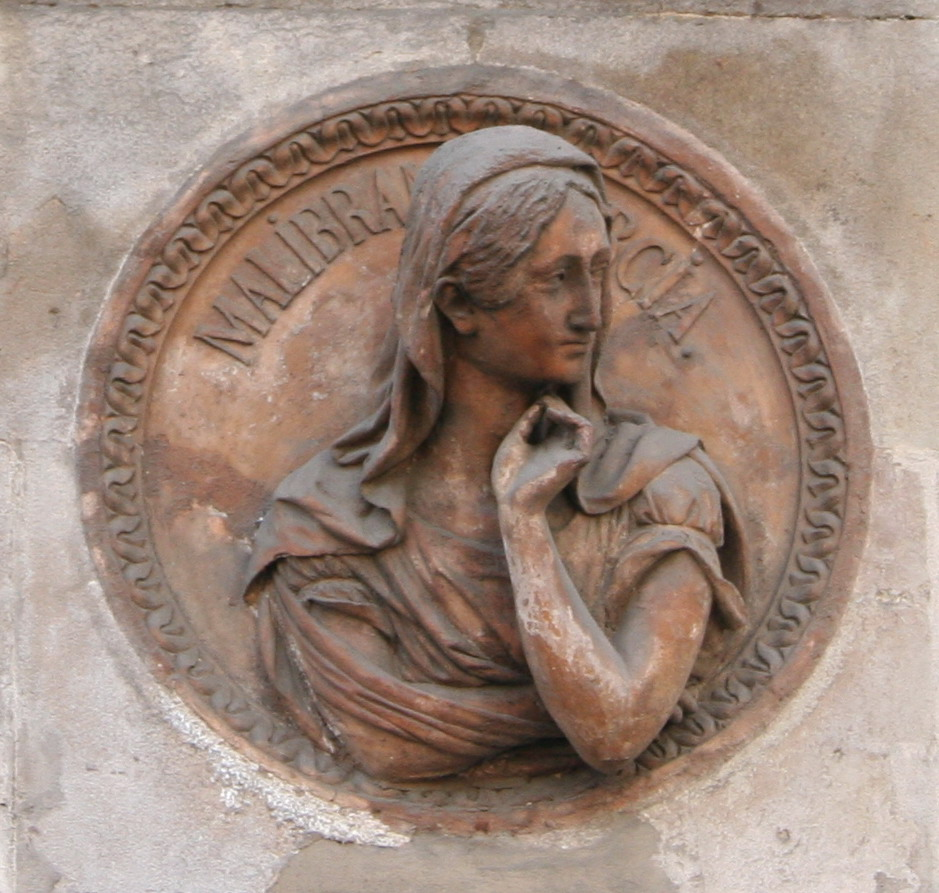
Maria Malibran na fasádě Teatre Principal v Barceloně (1847)

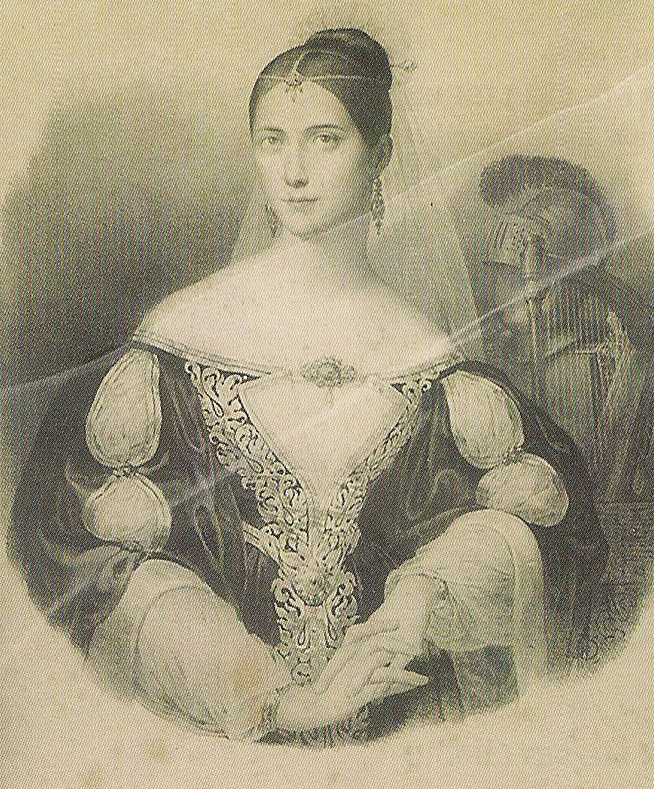
Maria Malibran (neznámé datum), reprodukce z alba Maria nahraného Cecilií Bartoliovou

### Film
Život Marie Malibranové se stal předlohou několika filmů:
- Maria Malibran (1943) – režie Guido Brignone, v hlavní roli rakouská sopranistka a herečka moldavského původu Maria Cebotari.[14]
- La Malibran (1944) – režie Sacha Guitry, v hlavní roli slavná sólistka pařížské Opery Géori Bouéová.
- Smrt Marie Malibranové (1971) – režie Werner Schroeter, v hlavních rolích Magdalena Montezuma a  Candy Darlingová.

### Další média
V roce 1982 sopranistka Joan Sutherlandová nazvala své turné Malibran na počest Malibranové.
Mezzosopranistka Cecilia Bartoli věnovala její památce své album z roku 2007 Maria. Tento projekt doprovodilo dlouhé turné a záznam koncertu vydaný na DVD. V roce 2008 vyšla pod labelem Decca nahrávka Belliniho Náměsíčné, ve které Bartoliová využila mnohé z kadencí využívaných Malibranovou a vrátila roli do původního oboru vysokého mezzosopránu.
Vystupuje jako postava v básni Williama McGonagalla.